# Jakub Jankto
Jakub Jankto (født 19. januar 1996 i Prag) er en professionel tjekkisk fodboldspiller, som spiller for Cagliari og på det tjekkiske fodboldlandshold.

## Karriere
Tekst mangler, hjælp os med at skrive teksten

## Privatliv
Jankto var gift med modellen Marketa Ottomanska indtil 2021. Parret har en søn sammen.

### Seksualitet
13. februar 2023 sprang Jankto ud som homoseksuel via en video på sociale medier. Før videoen blev lagt ud, havde Jankto fortalt sine forældre, ekskone og holdkammerater om sin seksualitet.
Jankto er dermed en af de få aktive professionelle fodboldspillere på verdensplan, der er åbent homoseksuel. Udover Jankto  tæller den eksklusive gruppe af aktive fodboldspillere, der er åbent homoseksuelle, blandt andet engelske Jake Daniels og australske Josh Cavallo.

### Politisager
I april 2023 kom det frem, at Jankto var blevet stoppet i bil af det tjekkiske politi. Jankto havde intet kørekort, da han tidligere var frataget sin førerret. Han nægtede desuden at afgive blodprøve og aflægge en narkotest.